# 苏丹电视台
苏丹电视台（英語：Sudan TV），又稱苏丹国家广播公司（英語：Sudan National Broadcasting Corporation, SNBC），是一家位於苏丹的阿拉伯语電視聯播網。它由蘇丹政府擁有和运营。

## 历史
1962年，苏丹电视台开始在喀土穆地区播出。喀土穆、恩图曼和北喀土穆可以接收信號。一年后，穆罕默德·塔拉特·法里德将军在苏丹电视台的基礎上建立国家广播公司，并与柏林广播电台签订了技术支持、摄像机和录音机等合同。
1970年代，卫星站建成後，苏丹电视台扩大了其廣播范围。1976年，苏丹电视台开始进行彩色转播。

## 節目
苏丹电视台节目包括新闻、祈祷、古兰经朗诵和各种娱乐节目，如儿童节目、才艺比赛、戏剧和纪录片。 一名军事审查员与苏丹电视台合作，确保新闻能合規播放。 